# Bävervägen
Bävervägen är en turistväg genom Ångermanland.

## Sträckning
Från Graninge där väg 87 och 331 går samman, vidare mot Långsele vid Faxälvens sammanflöde med Ångermanälven, till Norråker vid Tåsjöns norra spets. länsväg 331 längs Faxälven till Ramsele och sedan vidare till Backe vid Fjällsjöälven. Därefter länsväg 346 till Hoting och vidare längs Tåsjöns norra strand till Norråker.

## Historik
Namnet kommer sig av att man i dessa trakter återinplanterade bäver från Norge, sedan den varit utrotad i Sverige i början av förra seklet. Återinplanteringen har gjort att man här idag har en stark bäverstam.